# Federico Ricci (Komponist)

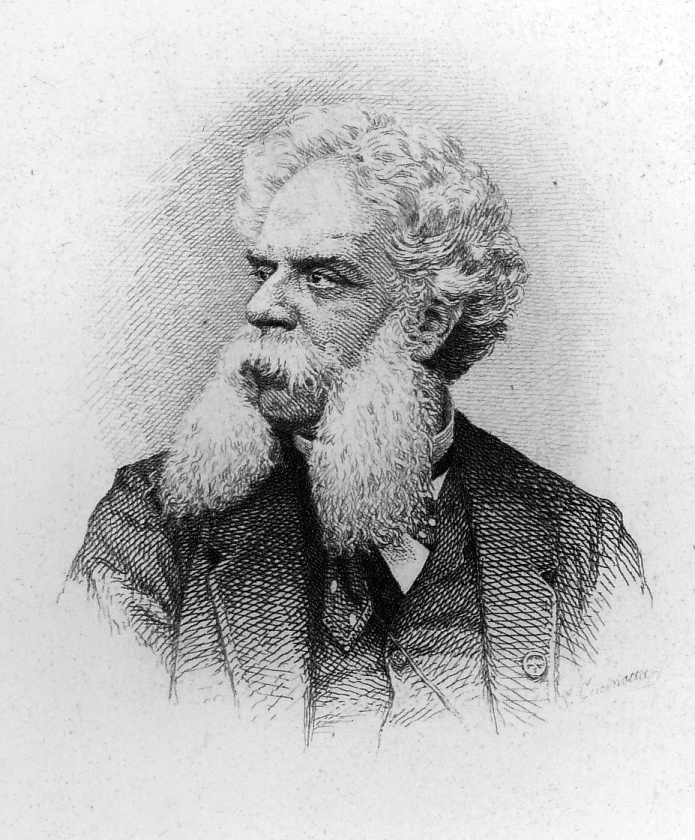
Komponist Federico Ricci (ca. 1869)

Federico Ricci (* 22. Oktober 1809 in Neapel; † 10. Dezember 1877 in Conegliano) war ein italienischer Komponist.

## Leben
Der jüngere Bruder von Luigi Ricci trat im Alter von neun Jahren ins Konservatorium Neapel ein, wo er Komposition bei Niccolò Antonio Zingarelli, Kontrapunkt bei Pietro Raimondi sowie bei seinem eigenen Bruder und bei Bellini studierte. 1829 begleitete er seinen Bruder nach Rom, wo er Bekanntschaft mit dem französischen Maler Horace Vernet schloss, der ihn als imposante Erscheinung oft malte. 1841 errang Federico an der Mailänder Scala einen Erfolg mit der Opera seria Corrado d’Altamura, deren Handlung auf demselben Stoff wie Verdis Frühwerk Oberto, Conte di San Bonifacio beruht. Nach diesem Erfolg bestellte König Karl Albert bei Ricci zwei Gelegenheitskantaten für seinen Hof, deren erste 1842 zur Hochzeit des Kronprinzen Viktor Emanuel II. aufgeführt wurde. Ricci war nun berühmt, unternahm Reisen nach Madrid und Lissabon und wurde in den Salons von Paris bekannt. Nachdem er in Wien mit Il marito e l’amante (1852 im Theater am Kärntnertor aufgeführt) zunächst einen Erfolg errungen hatte, wurde sein nächstes Werk Il paniere d’amore ein kläglicher Misserfolg, worauf er eine Stelle als Kapellmeister am kaiserlichen Theater in St. Petersburg annahm. 1869 bat ihn Verdi, ein Stück für das Album Piave beizusteuern, zur Unterstützung des Librettisten Francesco Maria Piave, der damals durch einen Schlaganfall gelähmt wurde. Im selben Jahr wurde Ricci auch auf Antrag von Verdi durch einen Mailänder Ausschuss gebeten, ein Recordare für die Messa per Rossini zu schreiben, die ein Jahr nach dem Tod von Rossini aufgeführt werden sollte. 1869 zog Ricci von Russland nach Paris und genoss dort nochmals Popularität als Verfasser einiger Opéras bouffe, darunter Une folie à Rome. 1876 zog er in den Ruhestand nach Conegliano in der Region Veneto, wo er im folgenden Jahr starb und in Triest bestattet wurde. Seine letzte Oper Don Quichotte blieb unvollendet.
1870 wurde er zum assoziierten Mitglied der Académie royale des Sciences, des Lettres et des Beaux-Arts de Belgique gewählt.
Federico Ricci war ein eleganter Komponist und pflegte einen Stil, der stärker international als regional ausgerichtet war. Einige Werke entstanden in Zusammenarbeit mit seinem Bruder, darunter als letztes die Oper Crispino e la comare (1850 in Venedig uraufgeführt). Er komponierte 19 Opern.

## Opern
- Il colonello (La donna colonello) (Jacopo Ferretti) – Neapel, Teatro del Fondo, 14. März 1835; Gemeinschaftsarbeit mit Luigi Ricci
- Monsieur de Chalumeaux (Jacopo Ferretti) – Venedig, Teatro San Benedetto, 14. Juni 1835
- Il disertore per amore (Jacopo Ferretti) – Neapel, Teatro del Fondo, 13. Februar 1836
- La prigione di Edimburgo (Gaetano Rossi nach Walter Scott, The Heart of Midlothian) – Triest, Teatro Grande, 13. März 1838
- Un duello sotto Richelieu (F. dall’Ongaro) – Mailand, Teatro alla Scala, 17. Aug. 1839
- Luigi Rolla (Michelangelo e Rolla) (S. Cammarano) – Florenz, Teatro della Pergola, 30. März 1841
- Corrado d’Altamura (G. Sacchéro) – Mailand, Teatro alla Scala, 16. November 1841
- Vallombra (G. Sacchéro) – Mailand, Teatro alla Scala, 26. Dezember 1842
- Isabella de’ Medici (A. Gazzoletti) – Triest, Teatro Grande, 9. März 1845
- Estella di Murcia (Francesco Maria Piave) – Mailand, Teatro alla Scala, 21. Februar 1846
- L’amante di richiamo (F. dall’Ongaro) – Turin, Teatro Angennes, 13. Juni 1846; Gemeinschaftsarbeit mit Luigi Ricci
- Griselda (Francesco Maria Piave) – Venedig, Teatro La Fenice, 13. März 1847
- Crispino e la comare (Francesco Maria Piave) – Venedig, Teatro San Benedetto, 28. Februar 1850; Gemeinschaftsarbeit mit Luigi Ricci; übersetzt von Nuitter/Beaumont als Le Docteur Crispin (Lüttich, 17. Dezember 1866), mit zusätzlichen Nummern von Federico Ricci
- I due ritratti – Venedig, Teatro San Benedetto, 21. November 1850
- Il marito e l’amante (Une fête à Venise) (Gaetano Rossi) – Wien, Kärntnertortheater, 9. Juni 1852
- Il paniere d’amore – Wien, Kärntnertortheater, 25. Mai 1853
- Une folie à Rome (Una follia a Roma) (V. Wilder) – Paris, Fantaisies Parisiennes, 30. Januar 1869
- Le Docteur Rose ou La Dogaresse (E. de Najac) – Paris, Théâtre des Bouffes-Parisiens, 10. Febr. 1872
- Don Chisciotte (nach Miguel de Cervantes) – 1876, unvollendet